# Hapalodectes
Hapalodectes (literalmente "mordedor suave" hapalos = «suave», dêktês = «mordedor») fue un género extinto de mamíferos mesoniquios similares a las nutrias que existió desde el Paleoceno Superior hasta el Eoceno Inferior hace aproximadamente 55 millones de años. A pesar de que los primeros fósiles fueron hallados en los estratos del Eoceno en Wyoming, el género se originó en Mongolia con la especie más antigua, H. dux, hallada en la formación Naran Bulak del Paleoceno Superior.  Se ha sugerido que el género está relacionado con arqueocetos, como Pakicetus, debido a la notable similitud entre la anatomía de los cráneos y dientes de los dos géneros.

## Especies
- Género Hapalodectes
  - Hapalodectes anthracinus
  - Hapalodectes hetangensis
  - Hapalodectes dux
  - Hapalodectes leptognathus
  - Hapalodectes serus